# Daga Wennerström

Självporträtt

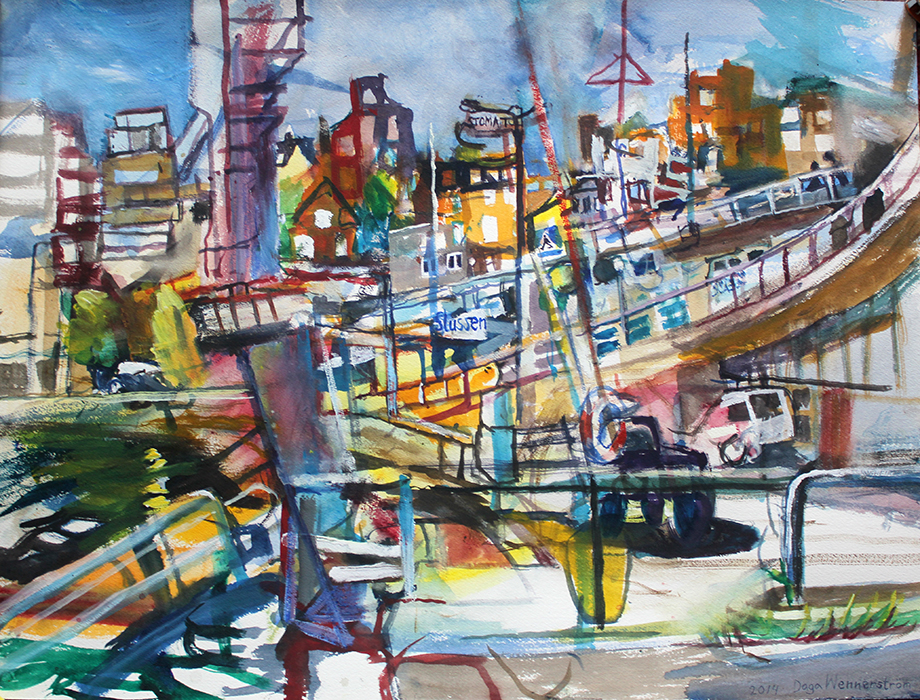
Slussen mot Katarinahissen 2014

Daga Karin Margareta Wennerström, född 1955 i Lidingö församling i Stockholm, är en svensk visuell målare och tecknare. 
Wennerström växte upp i Solna och studerade vid Konsthögskolan i Stockholm 1980–1985. Hon är expressionist med ämnen som självporträtt, stadsbilder, vildmarkslandskap och uppbyggda tillfälliga modellskulpturer som avmålas. Färgen är det främsta uttrycksmedlet. Ett ofta förekommande motiv är utsikten från ateljén på Glasbruksgatan. Den gamla arbetsinrättningen Dihlströms är numera ateljéhus där flera konstnärer har ateljé.

## Fotnoter
1. ↑  Glasbruksgatan